# کاراکارای غبغب‌دار
کاراکارای غبغب‌دار (نام علمی: Phalcoboenus carunculatus) گونه‌ای از پرندگان شکاری از خانواده شاهینان، یعنی شاهین‌ها و کاراکاراها است که در کلمبیا و اکوادور یافت می‌شود.
سامانه‌ها جهانی بر این امر توافق دارند که کاراکارای غبغب‌دار یک گونه تک‌نماد است.

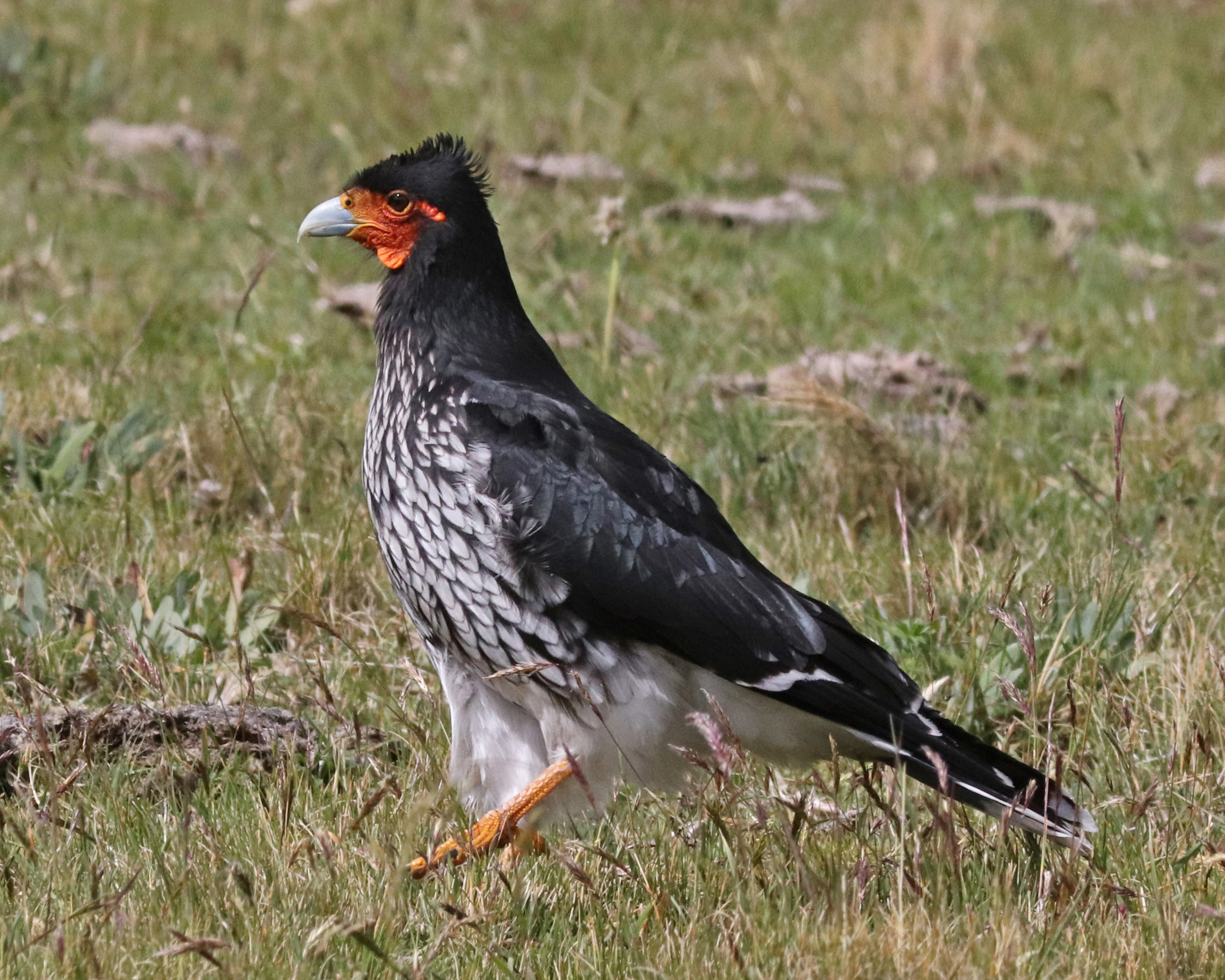
در ذخیره‌گاه بوم‌شناختی آنتی‌سانا، اکوادور